# Orizânia
Orizânia är en kommun i Brasilien.   Den ligger i delstaten Minas Gerais, i den sydöstra delen av landet, 800 km sydost om huvudstaden Brasília. Antalet invånare är 7 284.
Omgivningarna runt Orizânia är huvudsakligen savann. Runt Orizânia är det ganska tätbefolkat, med 62 invånare per kvadratkilometer.